# Óriás-fecskeseregély
Az óriás-fecskeseregély (Artamus maximus) a madarak (Aves) osztályának a verébalakúak (Passeriformes) rendjéhez, ezen belül a fecskeseregély-félék (Artamidae) családjához tartozó faj.

## Előfordulása
Indonézia és Pápua Új-Guinea területén honos. Szubtrópusi és trópusi erdők lakója.

## Külső hivatkozások
- Képek az interneten a fajról
- Ibc.hbw.com - videó a fajról[halott link]